# Ersi Sotiropulu
Érsi Sotiropoúlou (grec: Έρση Σωτηροπούλου), nascuda l'any 1954 a Patras, és una escriptora grega.
Érsi Sotiropoúlou estudia ciències socials i antropologia a Florencia i a Roma, a Itàlia, on va viure i treballar (a l'ambaixada de Grècia a Roma) abans d'instal·lar-se a Atenes.
Articulista en premsa abans de dedicar-se a la literatura, ha publicat poemaris i diverses novel·les. L'any 2017 va guanyar el Prix Mediterranée Etranger amb Ti ménei apó tī nýxta (El que queda de la nit), obra publicada en castellà amb el títol Qué queda de la noche. L'obra de Ersi Sotiropoúlou es troba traduïda a l'anglès, l'alemany, l'espanyol, l'italià i al francès.